# Carlyle Mitchell
Carlyle Deon Mitchell (ur. 8 sierpnia 1987 w Arimie) – piłkarz tryndadzko-tobagijski grający na pozycji obrońcy. Od 2020 jest zawodnikiem klubu Kaya–Iloilo.

## Kariera klubowa
Swoją karierę piłkarską Mitchell rozpoczął w Joe Public FC. W 2008 roku zadebiutował w nim w trynidadzkiej lidze. W 2009 roku wywalczył z nim mistrzostwo kraju oraz zdobył Puchar Trynidadu i Tobago oraz Puchar Ligi.
W 2011 roku Mitchell został zawodnikiem klubu Vancouver Whitecaps. W Major League Soccer zadebiutował 7 października 2011 w wygranym 3:0 domowym meczu z Real Salt Lake. W 2013 roku był wypożyczony do FC Edmonton. W 2015 przeszedł do Seoul E-Land FC.

## Kariera reprezentacyjna
W reprezentacji Trynidadu i Tobago Mitchell zadebiutował 10 września 2010 roku w zremisowanym 0:0 towarzyskim meczu z Belize, rozegranym w Belmopan. W 2012 roku zajął z kadrą narodową drugie miejsce w Pucharze Karaibów. W 2013 roku został powołany do kadry na Złoty Puchar CONCACAF 2013.